# Ballyseedy Wood SAC
Ballyseedy Wood SAC este o arie protejată (arie specială de conservare — SAC, sit de importanță comunitară — SCI) din Irlanda întinsă pe o suprafață de 39,49 ha, integral pe uscat.

## Localizare
Centrul sitului Ballyseedy Wood SAC este situat la coordonatele 52°15′18″N 9°39′25″W / 52.255117°N 9.656991°V.

## Înființare
Situl Ballyseedy Wood SAC a fost declarat sit de importanță comunitară în august 1997 pentru a proteja un număr necunoscut de specii din flora spontană și fauna sălbatică aflate în arealul zonei. Situl a fost protejat și ca arie specială de conservare în aprilie 2016.

## Biodiversitate
Situată în ecoregiunea atlantică, aria protejată conține 1 habitat natural: Păduri aluvionare cu Alnus glutinosa și Fraxinus excelsior (Alno-Padion, Alnion incanae, Salicion albae).
La baza desemnării sitului se află un număr nedeclarat de specii protejate.
Pe lângă speciile protejate, pe teritoriul sitului au mai fost identificate 4 specii de plante, 1 specie de mamifere.